# MC Eiht
MC Eiht, nome artístico de Aaron Tyler (Compton, 22 de maio de 1971), é um rapper e ator americano. Muitas de suas canções são baseadas em sua vida em Compton. Ele é membro do grupo de hip hop Compton's Most Wanted, que também inclui rappers baseados em Compton, como boom Bam, Tha Chill, DJ Mike T, DJ Slip e Ant Capone. Ele também é conhecido por seu papel como A-Wax no filme de 1993 Menace II Society, bem como dublador do personagem Ryder, do premiado jogo eletrônico de 2004 Grand Theft Auto: San Andreas.

## Discografia

### Álbuns solo
- 1994: We Come Strapped (featuring Compton's Most Wanted RIAA -   Ouro)
- 1996: Death Threatz (featuring Compton's Most Wanted)
- 1997: Last Man Standing
- 1999: Section 8
- 2000: N' My Neighborhood
- 2001: Tha8t'z Gangsta
- 2002: Underground Hero
- 2003: Hood Arrest
- 2004: Smoke in tha City
- 2004: Veterans Day
- 2006: Affiliated
- 2006: Compton's O.G. (featuring Compton's Most Wanted)
- 2007: Representin'
- 2017: Which Way iz West
- 2020: Official
- 2020: Lessons
- 2022: Revolution In Progess
- 2023: Lessons 2

### Com oCompton's Most Wanted
- 1990: It's a Compton Thang (com Compton's Most Wanted)
- 1991: Straight Checkn 'Em (com Compton's Most Wanted)
- 1992: Music to Driveby (com Compton's Most Wanted)
- 2000: Represent (com Compton's Most Wanted)
- 2006: Music to Gang Bang (com Compton's Most Wanted)

### Álbuns colaborativo
- 2004: The Pioneers (com Spice 1)
- 2006: The New Season (com Brotha Lynch Hung)
- 2006: Keep It Gangsta (com Spice 1)

### Extended Plays (EP)
- 2013: Keep It Hood

### Mixtapes
- 2009: All Starz and Strapz
- 2010: All Starz and Strapz Vol. 2
- 2012: All Starz and Strapz Vol. 3